# Сидбомбинг

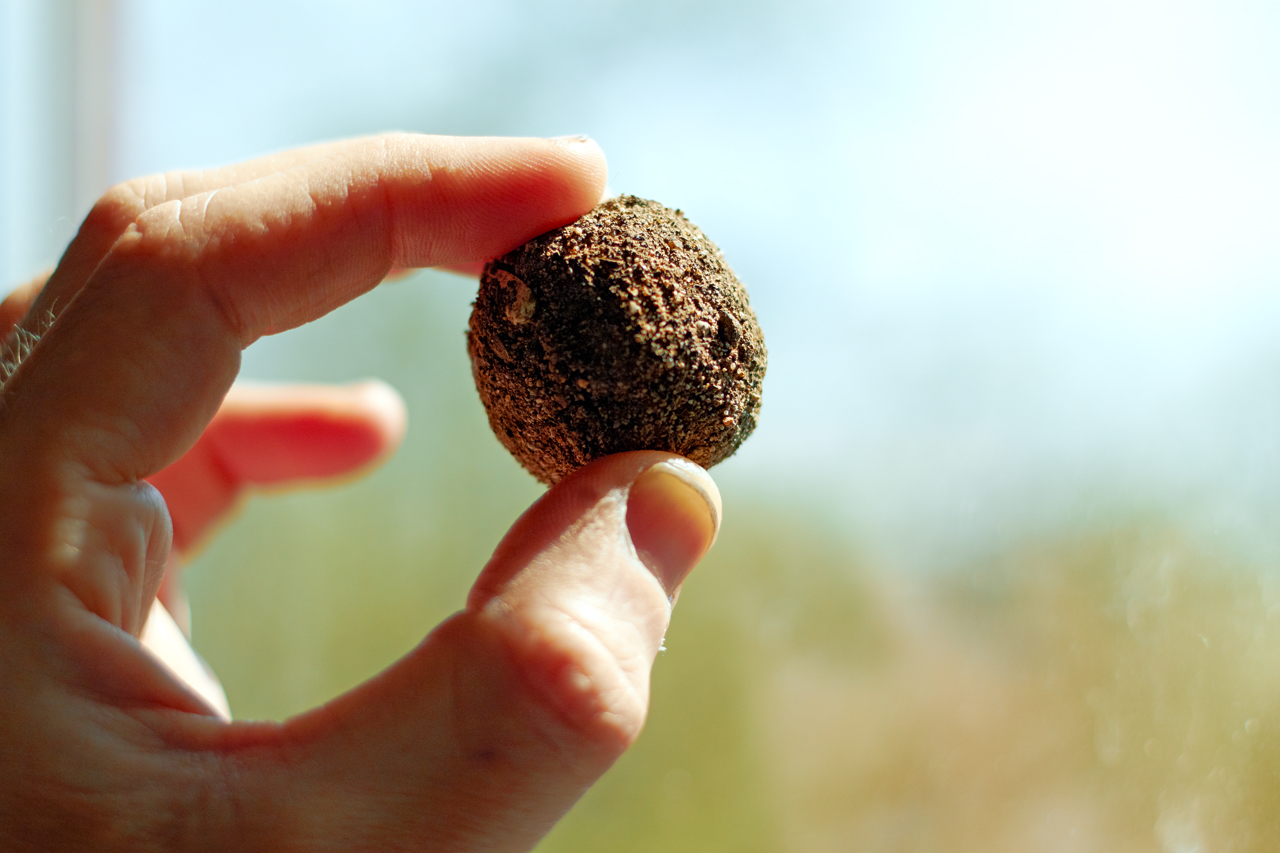
«Бомба» из семян

Сидбомбинг (англ. Seedbombing) или воздушный посев — техника засева земли, предполагающая забрасывание шаров (семенных бомб), состоящих из почвы, гумуса и семян растений. Зачастую используется садоводами-партизанами на общественных или заброшенных участках земли для восстановления растительности. Также может использоваться для восстановления лесного покрова.

## Терминология
Термин «семенная бомба» был впервые использован Лиз Кристи (Liz Christy) в 1973 году в кампании «Зелёные партизаны». Участники данной кампании забрасывали семенные бомбы на пустующие участки земли в Нью-Йорке, чтобы улучшить внешний вид районов. Это положило начало движению партизан-озеленителей.
В 2012 году в Германии появился термин «автобомбизм», то есть разбрасывание «семенных бомб» из окон автомобилей.

## История
Первое упоминание воздушного озеленения датируется 1930 годом. В то время самолёты использовались для распространения семян растений и деревьев на труднодоступных территориях и в горах Гонолулу, Гавайи, чтобы восстановить растительный покров после лесных пожаров.
Сидбомбинг также широко распространён в Африке, где он используется в районах с низким биологическим разнообразием. Благодаря развитию технологий эффективность семенных бомб возросла. Содержимое бомбы помещается в биоразлагаемую оболочку и забрасывается на участок. Обычно предполагается использование десятков или сотен семенных бомб на одном участке. При наличии достаточного количества воды и солнечных лучей растительность может появиться в течение месяца.
В 1987 году Линн Гаррисон (Lynn Garrison) запустил «Проект по озеленению Гаити» (HARP), при котором тонны семенных бомб сбрасывались с переоборудованного самолёта. Оболочка содержала удобрения, инсектицид и несколько семян. Семена были смочены водой за несколько дней до сброса, чтобы запустить процесс прорастания семян.

## Распространение
В некоторых странах многие магазины стали предлагать покупателям «семенные бомбы».